# Akwedukt

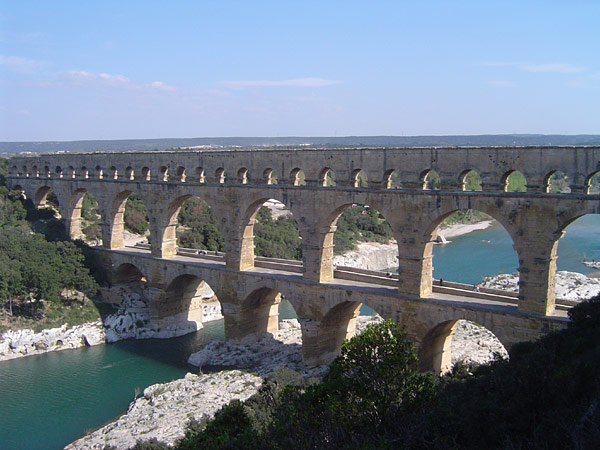
Akwedukt Pont du Gard we Francji

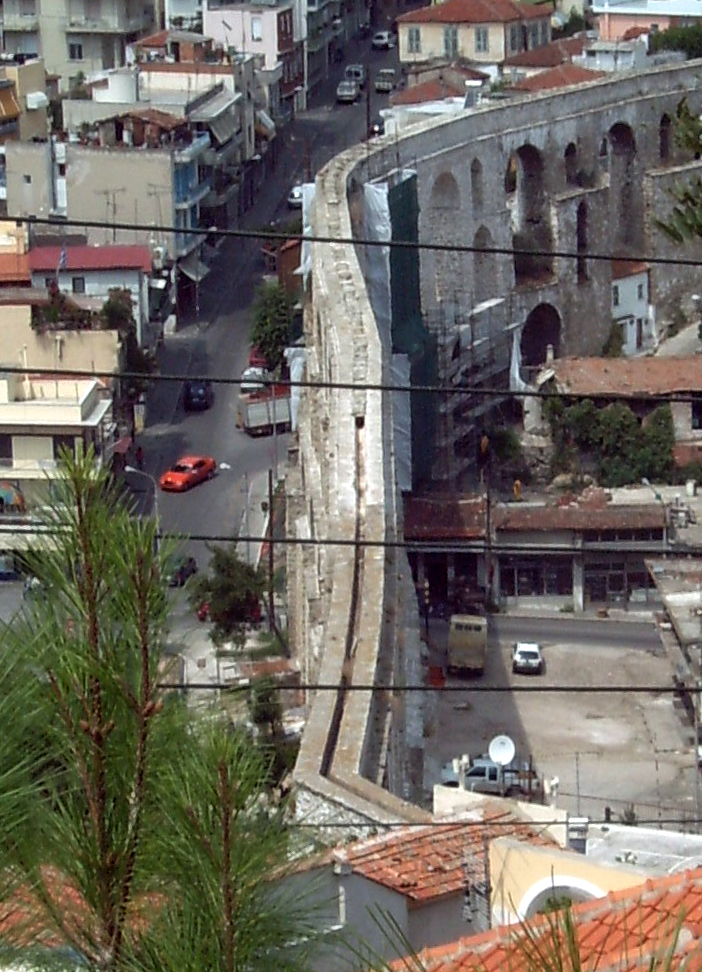
Akwedukt w Kawali, w Grecji

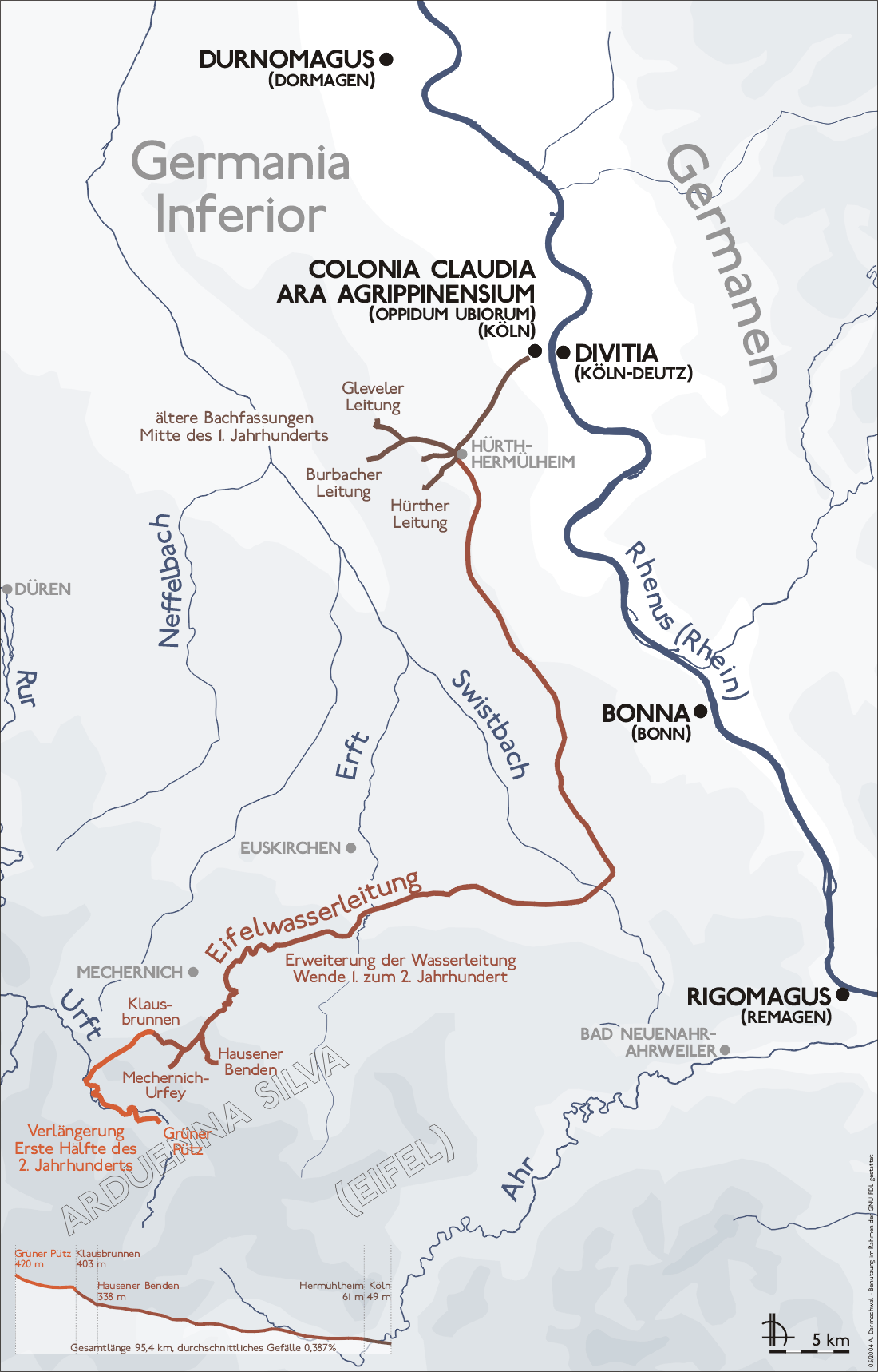
Akwedukt Eifel zaopatrujący Kolonię miał 95 km, łącznie z odnogami – 150; używany w latach 80–250

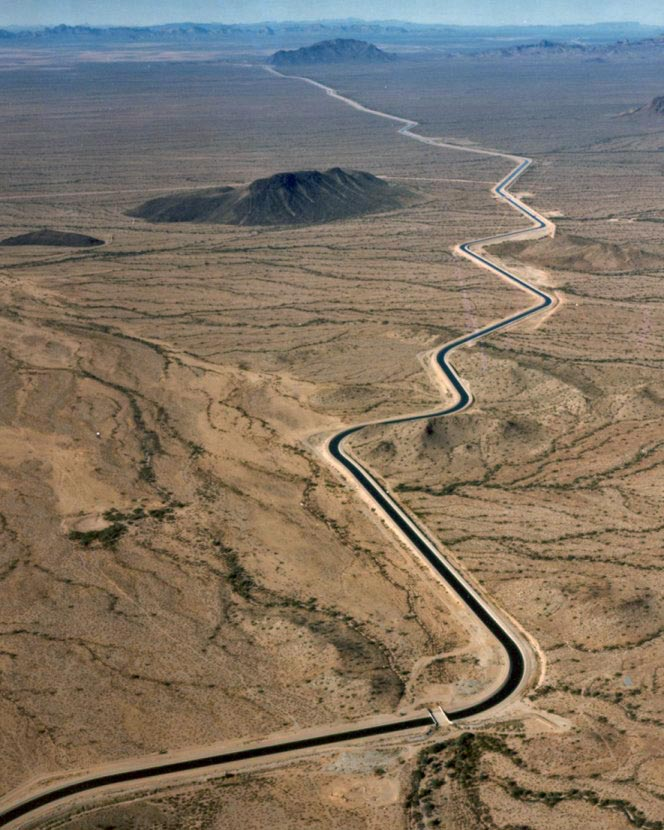
Współczesny akwedukt w Stanach Zjednoczonych. Widok z lotu ptaka

Akwedukt (łac. aquae ductus, ‘ciąg wodny’) – kanał wodociągowy, rurociąg podziemny lub nadziemny, doprowadzający wodę z odległych źródeł – na ogół do miast – przy wykorzystaniu siły ciążenia ziemskiego. Może być umieszczony na arkadach poprowadzonych nad rzekami lub nierównościami terenu. Akweduktem nazywany jest również most kanału wodnego.
Jeden z najstarszych znanych akweduktów, zbudowany na polecenie asyryjskiego króla Sennacheryba, doprowadzał wodę do Niniwy z odległych o 50 kilometrów gór.
W Grecji zachowały się akwedukty na Samos (tunel Eupalinosa) z VI wieku p.n.e. oraz – w Koryncie i Atenach z V wieku p.n.e.
Starożytny Rzym był zaopatrywany przez sieć akweduktów liczącą w II wieku n.e. 420 km, z czego 47 km przebiegało nad powierzchnią ziemi. Sieć ta dostarczała milion m³ wody źródlanej na dobę. Za czasów Konstantyna Wielkiego na początku IV wieku długość wodociągów wynosiła 575 kilometrów; dostarczały one do miasta około 1,5 miliona m³ na dobę. Spadek w rzymskich akweduktach wynosił kilkadziesiąt centymetrów na kilometr. Rzymianie niekiedy odwadniali teren w pobliżu akweduktu, aby zmniejszyć ryzyko skażenia przez wody gruntowe. Przy wyborze źródeł, prócz badania stanu wody, obserwowali stan zdrowia ludzi. Woda była dostarczana do fontann, łaźni i szaletów publicznych, oraz co bogatszych domów.
Z rzymskich wodociągów najbardziej znane są:
- najstarsze, prowadzące wodę do Rzymu[3][4][5]:
  - Aqua Appia (312 rok p.n.e.)
  - czynny do dziś Aqua Marcia (144–140 p.n.e.)
  - Aqua Virgo (20 p.n.e.)
  - Aqua Claudia (52 rok n.e.).

- oraz leżące poza Italią:
  - Francja
    - Pont du Gard koło Nîmes we Francji (zbudowany około 19 roku p.n.e.)[5][6][7],
    - akwedukt do Fréjus (Forum Iulii) przez Roche Taillée[5],

  - Hiszpania
    - El Pont del Diable w Tarragonie w Hiszpanii z I wieku p.n.e.[5][8],
    - akwedukt w Segowii z I – II wiek n.e.[3][5][6][9],
    - akwedukt Los Milagros w Meridzie – I wiek p.n.e.[5][10],

  - Grecja
    - akwedukt w Nikopolis w Epirze z czasów Oktawiana Augusta[11],
    - akwedukt koło miejscowości Moria do Mityleny na Lesbos[12],

  - Izrael
    - akwedukt z góry Carmel do Caesarea Maritima budowany pomiędzy I wiekiem p.n.e. a II wiekiem n.e.[5][13]

Przykłady akweduktów z czasów późniejszych:
- Aguas Livres w Campolide w Lizbonie[5].